# Tiantaishan
Tiantaishan (kinesiska: 天台山镇, 天台山) är en köping i Kina. Den ligger i provinsen Sichuan, i den sydvästra delen av landet, omkring 94 kilometer sydväst om provinshuvudstaden Chengdu. Antalet invånare är 12 433. Befolkningen består av 5 965 kvinnor och 6 468 män. Barn under 15 år utgör 14,0 %, vuxna 15-64 år 69 %, och äldre över 65 år 16,0 %.
Genomsnittlig årsnederbörd är 1 442 millimeter. Den regnigaste månaden är juli, med i genomsnitt 387 mm nederbörd, och den torraste är januari, med 12 mm nederbörd.